# 케이히송
케이히송 지 소자 카르네이루(포르투갈어: Keirrison de Souza Carneiro, 1988년 12월 3일 ~ )는 브라질 출신의 축구 선수이다. 포지션은 스트라이커이다.
케이히송은 2007년 코리치바 FC의 주전으로 뛰기 시작했으며, 12골을 넣어 팀이 세리에B에서 세리에 A로 승격하는 것을 도왔다. 2008년 캄페오나투 파라나엔시에서는 18골을 넣어 대회 득점왕이 되었다. 2008년 5월 14일 세리에 A 데뷔전을 가졌고, 7월 9일에 첫 골, 8월 3일에는 첫 해트트릭을 달성했다. 그는 그 해에 21골을 넣어 리그 공동 득점왕이 되었다. 그는 브라질 역사상 가장 어린 득점왕이 되었다.
그는 2009년 1월 SE 파우메이라스에 입단했다. 1월 24일 데뷔전을 가졌고, 그 경기에서 2골을 넣었다. 6월 26일, 파우메이라스 구단 웹사이트는 FC 바르셀로나가 그에게 입단 제의를 했다고 말했고, 7월 23일 1천 400만 유로의 이적료로 FC 바르셀로나로 이적했다. 7월 28일 SL 벤피카로 임대되어 활약했고, 다시 2010년 1월31일 ACF 피오렌티나로 임대되었다.
반 시즌 동안의 이탈리아 생활을 마무리하고 임대 복귀를 하였으나 2010년 7월 브라질의 산투스 FC로 다시 임대되었다.